# Евгений (Лаю)
Епи́скоп Евге́ний (рум. Episcop Eugenie, в миру Йоан Лаю, рум. Ioan Laiu; 2 июля 1894 — 1 апреля 1967) — епископ Румынской православной церкви.

## Биография
Родился 2 июля 1894 года в селе Чертиэни (ныне коммуна Бэргэуани), был первым из семерых детей семьи Николае и Марии Лаю. В возрасте 10 лет начал проходить послушания в монастыре Нямц, где был настоятелем епископ Наркисс (Крецулеску), после чего его дядя архимандрит Пимен (Георгиу), настоятель монастыря Хорайца, направил его в этот монастырь. В 1911 году поступил в одну из лучших румынских богословских школ того времени, духовную семинарию святого апостола Андрея в Галаце, возглавляемую архимандритом Виссарионом (Пую), который стал его наставником и покровителем на протяжении всей жизни.
В 1920 году он окончил семинарию и вернулся в монастырь Хорайца, где принял монашеский постриг и был рукоположён в сан диакона митрополитом Молдавским и Сучавским Пименом (Джорджеску). Следующие четыре года будут посвящены получению высшего богословского образования на богословском факультете в Черновцах.
После окончания учебы он отправился в Бельцы, под начало епископа Бельцкого Виссариона (Пую). Он был диаконом в кафедральном соборе, настоятелем монастыря Добруша, директором монашеской семинарии и епархиальным викарием в Хотине. Сыграл важную роль в строительстве епархиального собора и резиденции, а также в организации Хотинской епархии. Молодой викарий в Бельцах был отмечен митрополитом Буковинским Нектарием (Котлярчуком), который в 1932 году пригласил его в Черновцы занять пост префекта образования в теологическом интернате и ректором богословского факультета при епархиальном центре.
В 1935 году стал клириком патриаршего собора в Бухаресте, в 1936—1938 годах служил в румынской церкви Святых Архангелов Михаила, Гавриила и Рафаила в Париже. Культурная деятельность, организованная и возглавляемая Евгением (Лаю) в парижском периоде, подняла престиж румынской общины в Париже, способствовала объединению довольно разделённого сообщества.
9 июля 1939 года был хиротонисан во епископа Сучавского, викария Буковинской епархии. Служил настоятелем монастыря Антим в Бухаресте. 1 ноября 1942 года был назначен временным управляющим Констанцской епископией. Пробыл на этой должности до февраля 1944 года.
Все, кто так или иначе имел отношение к митрополиту Виссариону (Пую), который в 1944 году сумел сбежать из страны, прожив в изгнании около 20 лет, и к миссии в Приднестровье, пострадали с наступлением «режима народной демократии». В том же году епископ Евгений был отстранён от должности и отправлен в монастырь Нямц. Митрополит Виссарион (Пую) в 1946 году был заочно приговорён к смерти «народным трибуналом» в Бухаресте, а также по требованию властей отлучён Священным синодом Румынской православной церкви (реабилитирован только 25 сентября 1990 года, уже в новых условиях).
27 февраля 1950 года решением Священного синода Румынской православной церкви уволен на покой, начиная с 1 марта того же года. В период с 1949 по 1951 год занимал пост профессора библеистики в богословской семинарии в монастыре Нямц, а затем возглавлял монастыри Кокош и Кэлдэрушани. Оставшись без моральной и материальной поддержки, епископ Евгений (Лаю) в 1957 году возвратился в свой монастырь Хораица, где он прожил последние годы жизни и где скончался 1 апреля 1967 года. Был похоронен на кладбище монастыря Хорайца.